# Telephlebia brevicauda
Telephlebia brevicauda là loài chuồn chuồn trong họ Aeshnidae. Loài này được Tillyard mô tả khoa học đầu tiên năm 1916.